# Prix Notre-Dame de Paris
Prix Notre-Dame de Paris (původně Prix du président de la République) je dostih steeplechase pro pětileté a starší koně, který se koná na Hipodromu Auteuil v Paříži na vzdálenost 4700 m.

## Historie
Závod se poprvé konal 14. dubna 1895 pod názvem Prix du président de la République (cena prezidenta republiky). Po požáru katedrály Notre-Dame v roce 2019 byla přejmenován na Prix Notre-Dame de Paris a výtěžky jsou věnovány na rekonstrukci katedrály. Pod novým názvem byla cena udělena dne 21. dubna 2019.